# Castéra-Vignoles
Castéra-Vignoles è un comune francese di 67 abitanti situato nel dipartimento dell'Alta Garonna nella regione dell'Occitania.

## Società

### Evoluzione demografica
Abitanti censiti